# 댁의 부인은 어떠십니까
"댁의 부인은 어떠십니까"는 1966년 공개된 대한민국의 영화이다.

## 배역
- 김지미 : 정숙 역
- 신성일 : 장재석 역
- 김진규
- 윤인자
- 전계현
- 최남현
- 김희갑
- 김순철
- 남기숙
- 옥상미
- 박예숙
- 김미영
- 김정훈